# Tegenpaus Theodorik
Theodorik (Latijn: Theodoricus; † Salerno, 1102) was tegenpaus van 9 september 1100 tot januari 1101. Hij was na Clemens III de tweede tegenpaus tegenover paus Paschalis II.
In 1084 werd Theodorik door Clemens III aangesteld als kardinaaldiaken van de Santa Maria in Via Lata en korte tijd later als kardinaal-bisschop van Albano (als gevolg van een fout in de Annales Romani wordt Theodorik in oudere literatuur ten onrechte vaak als bisschop van Santa Rufina aangeduid). In 1098 leidde Theodorik een gezantschap naar de Duitse keizer.
Na de dood van Clemens III, die op aandringen van keizer Hendrik IV als paus was benoemd tegenover Paschalis II (zie ook Investituurstrijd), kozen Clemens' aanhangers Theodorik als zijn opvolger. In de nacht van 9 op 10 september 1100 ontving hij in het geheim de pauswijding. Anders dan de meeste pausen in die tijd bleef hij tijdens zijn pontificaat zijn eigen naam voeren.
Gedurende enkele maanden had Theodorik Rome in handen. Toen Paschalis II in januari 1101 terugkeerde uit Zuid-Italië, zag hij zich echter gedwongen te vluchten. Paschalis' troepen achterhaalden hem echter en namen hem gevangen. Paschalis sloot Theodorik op in een benedictijner klooster La Cava bij Salerno. Later zou tegenpaus Innocentius III in ditzelfde klooster gevangenzitten. In 1102 overleed Theodorik in dit klooster. Hij werd er ook begraven.
De aanhangers van de keizerlijke partij, waartoe ook Theodorik behoorde, kozen na zijn gevangenneming Albertus van Sabina als zijn opvolger.
Cursief: tegenpaus
- Gemeinsame Normdatei: 100962130
- Virtual International Authority File: 76671975